# Grigore Antipa
Grigore Antipa est un naturaliste et océanographe roumain, né le 27 novembre 1867 à Botoșani et mort à Bucarest le 9 mars 1944. Spécialisé en écologie, en zoologie et en biologie marine, il était membre de l'Académie roumaine. Le muséum national d'histoire naturelle de Bucarest porte son nom.

## Débuts
Il fait ses études universitaires à Iéna, en Allemagne, auprès de l'un des créateurs de l'écologie : Ernst Haeckel (1834-1919). 
Il commence ses recherches en France (stations de biologie marine de Roscoff, de Banyuls-sur-Mer et de Villefranche-sur-Mer) et en Italie, à Capri.
Il y fait des découvertes pharmacologiquement importantes sur le thymus des poissons et décrit une méduse fixée, la Capria sturdzii.
Rentré en Roumanie, il persuade le roi Carol Ier de l'importance d'avoir une connaissance scientifique sérieuse du Danube et de la Mer Noire, au point que le souverain lui prête le navire-amiral de la flotte de guerre, le croiseur Elisabeta, pour une expédition océanographique de neuf mois durant l'année 1893 tout autour de la Mer Noire. 
La moisson de données alors collectées sert encore de nos jours de base aux océanographes travaillant sur cette mer. 
À cette occasion Grigore Antipa initie une collaboration avec les scientifiques russes, bulgares et turcs, avec lesquels il partage les résultats de ses recherches.

## Réalisations

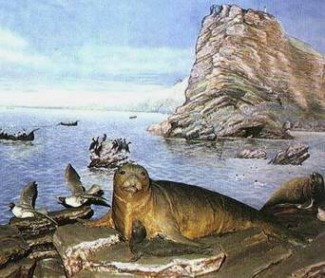
Diorama d'Antipa représentant les phoques moines à ventre blanc (Monachus monachus albiventer) du cap Kaliakra, sous-espèce de la Mer Noire aujourd'hui disparue.

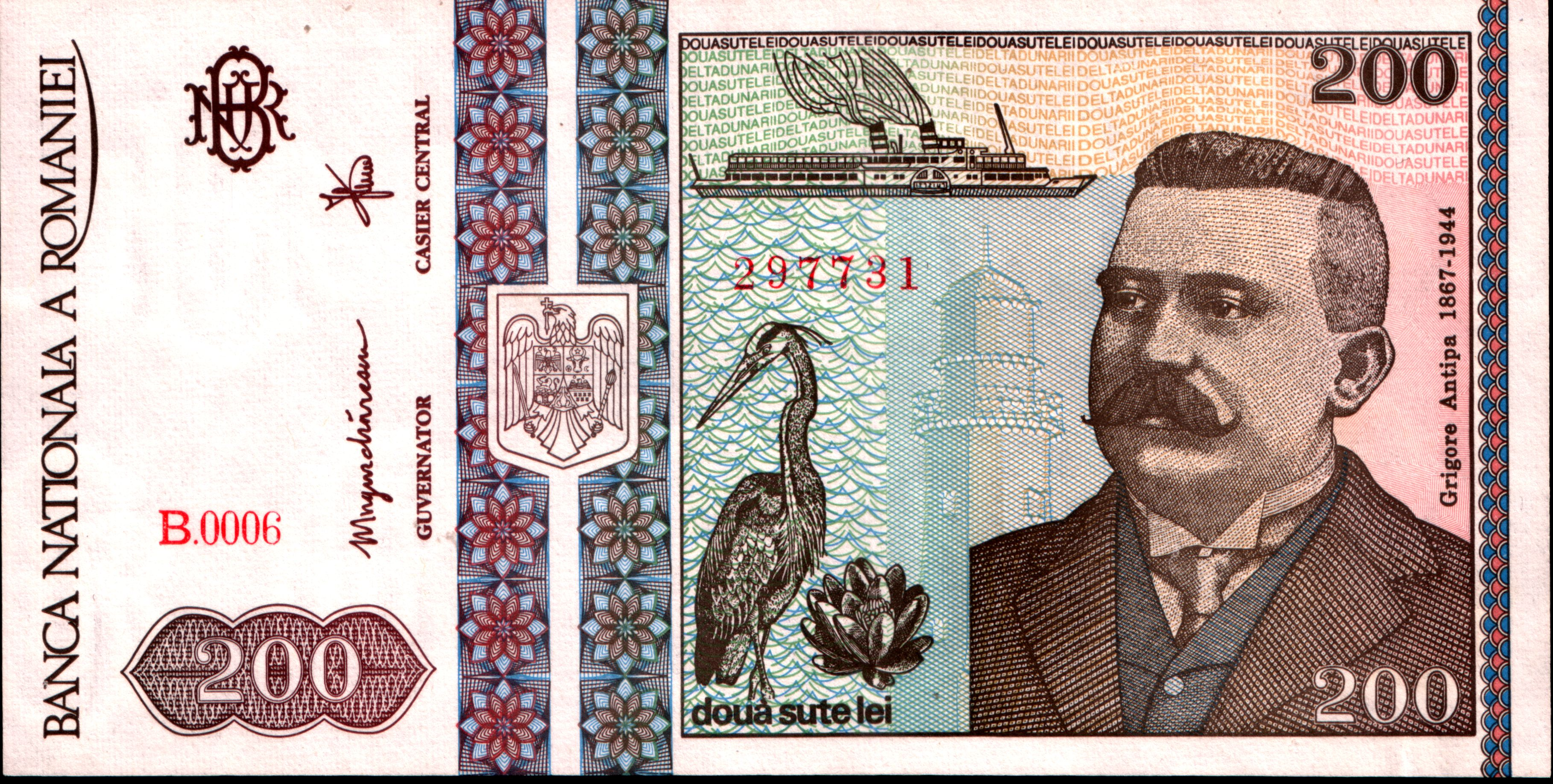
Billet de banque roumain de 200 lei émis en 1992 dédié à Grigore Antipa.

Mais Antipa est surtout connu comme un précurseur de la géonomie, science de la gestion de la Terre découlant directement des connaissances en écologie. 
En français, le géographe Albert Demangeon popularise dans ses cours et ouvrages le terme « géonomie », au cours des années 1930, mais pas au point qu'il entre dans les dictionnaires. 
En 1898, Antipa propose au roi Carol Ier d'appliquer concrètement les principes de la géonomie au bassin du bas-Danube et aux côtes roumaines de la Mer Noire. 
Il crée alors un réseau de pêcheries coopératives, discute avec les pêcheurs, et, en tenant compte à la fois de leurs usages et pratiques, et des connaissances scientifiques récemment acquises, il mit au point un plan de gestion des milieux et des populations de poissons, qui sans contrarier la nature (les courants, les cycles biologiques, la vie des animaux) double en dix ans la production halieutique tant dans les eaux danubiennes, qu'en Mer Noire. 
Entre autres, il fait de la Roumanie le second producteur de caviar au monde après la Russie et devant l'Iran.
En 1892 il refonde le muséum d'histoire naturelle de Bucarest (qui porte aujourd'hui son nom).
En 1919, il est parmi les membres fondateurs de la CIESM à Madrid.
En 1932, il fonde l'Institut Océanographique de Constanța, avec ses deux stations de biologie marine et les deux réserves naturelles littorales correspondantes d'Agigea et du cap Kaliakra (la première est aujourd'hui loin de la mer et sa réserve a été détruite par les travaux portuaires de Ceaușescu, la seconde est aujourd'hui en ruines, mais sa réserve existe encore, en Bulgarie à présent). 
Après sa mort, sous le régime communiste, l'Institut océanographique de Constanța est transformé en 1949 en Station de recherches maritimes et piscicoles, beaucoup plus technique, puis en 1970 en Institut roumain de recherches marines, sous autorité militaire.
À partir de 1965, le régime communiste, véhiculant l'idéologie de la lutte de l'Homme contre la nature, abandonne les plans d'Antipa et s'attelle à de grands travaux d'endiguement des eaux, d’assèchement des zones humides, d'enrochements de la côte et d'urbanisation. 
Cette politique entraîne l'accélération des courants dans les canaux principaux, à l'eutrophisation des zones humides, à la disparition de nombreux milieux et des frayères des poissons, et en fin de compte à un effondrement de la productivité biologique naturelle, partiellement compensé aujourd'hui par une pisciculture intensive.
Une partie de son œuvre a été détruite par le totalitarisme, mais Grigore Antipa reste une référence internationale en écologie appliquée, en méthodologie des études d'impact, en géonomie, et aussi en muséologie, car il a été parmi les premiers à utiliser dans un Muséum des dioramas (certains animés) présentant chaque milieu naturel avec sa flore et faune, et des jeux interactifs pour les écoliers (coloriages, puzzles, devinettes...). 
Il a écrit de nombreux ouvrages scientifiques et de vulgarisation, a réalisé des films documentaires animaliers ou ethnographiques (notamment sur les pêcheurs Lipovènes), et a posé les bases des politiques de préservation des espèces en danger (réserve de protection intégrale des sites de reproduction des derniers Phoques-moines Monachus monachus albiventer endémiques de la Mer noire, malheureusement massacrés pendant la seconde guerre mondiale par les habitants affamés).

## Sources
1. ↑  Alexandre Marinescu, Eugen Pora, Grigore Antipa et ses recherches en baie de Naples in : Travaux du Muséum d'Histoire Naturelle "Grigore Antipa", 15, 1974 : p. 407-420.

- Alexandre Marinescu et Ștefan Negrea, Sur les traces de Grigore Antipa, 1990,  (ISBN 973-41-0108-0).
- Mihai Băcescu, Grigore Antipa et l'Académie roumaine. Travaux du Muséum d'Histoire Naturelle « Grigore Antipa », 20, 1979 pars 2: 623-629.
- Alexandre Marinescu, In memoriam Grigore Antipa. Travaux du Muséum d'Histoire Naturelle « Grigore Antipa », 32: 553-554.
- Collectif, Grigore Antipa, savant et organisateur. Noesis, 20: 139-146 ; Grigore Antipa, homme de terrain, Travaux du Muséum d'Histoire Naturelle « Grigore Antipa », 34: 589-590 et Lettres inédites entre Émile Racovitza et Grigore Antipa, Travaux du Muséum d'Histoire Naturelle « Grigore Antipa », 35: 691-700.